# Terminologia Anatomica

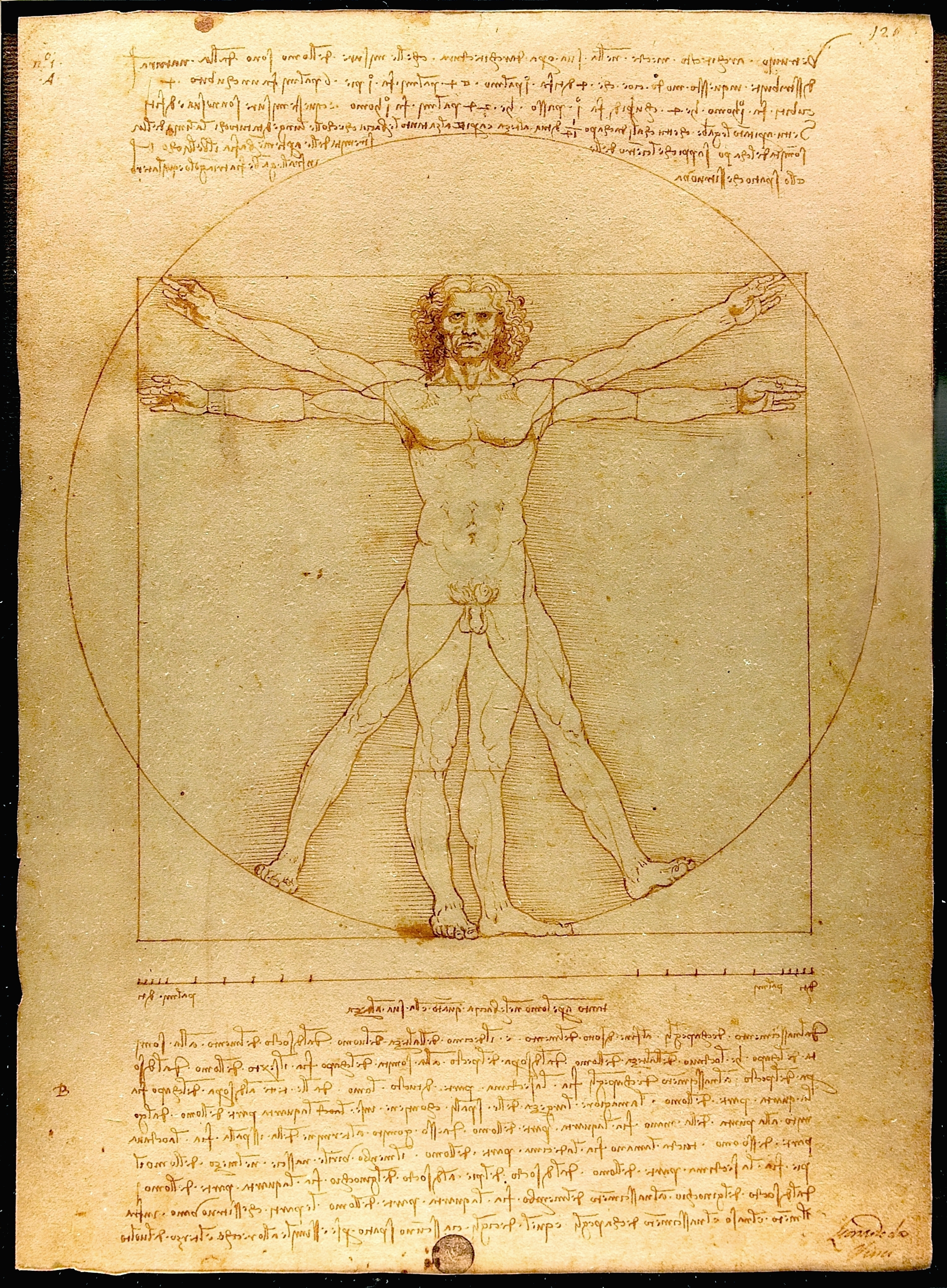
L' home de Vitruvi, de Leonardo da Vinci: imatge usada per a il·lustrar la portada de l'edició de la Terminologia Anatomica.

La Terminologia Anatomica (TA, nom en llatí) és l'obra oficial sobre nomenclatura anatòmica humana creada conjuntament pel Comitè Federal sobre Terminologia Anatòmica (FCAT) i 56 grups membres de les associacions internacionals d'anatomistes (Federació Internacional d'Associacions de Anatomistas, IFAA). Es va publicar l'any 1998 i reemplaçà la nomenclatura estàndard prèvia, la Nomina Anatomica (NA). Terminologia Anatomica conté la terminologia d'unes 7.500 estructures anatòmiques macroscòpiques humanes.

## Antecedents
A finals del segle xix, existien al voltant de 50.000 noms anatòmics per les 5.000 estructures descrites. Això propiciava la confusió i el caos en la terminologia, la qual cosa al seu torn dificultava l'intercanvi de treballs científics, especialment els anatòmics. Per aquesta raó anatomistes d'arreu del món van decidir reunir-se amb l'objecte d'unificar els criteris i determinar un idioma universal en les ciències anatómiques.

## Congressos mundials d'anatomia
- El 1895, es va celebrar una reunió d'anatomistes de tot el món a Basilea (Suïssa), en la qual es va encomanar a l'anatomista Guillermo Hiss l'elaboració del codi anatòmic, una llista que constava d'aproximadament 4.500 termes, anomenada Nomina Anatomica de Basilea (BNA), i redactada en llatí.[3]
- El 1905, a Gènova (Itàlia), va tenir lloc un Congrés Mundial d'Anatomia, presidit pel Dr. Waldeyer, on es va proposar la creació d'una comissió permanent encarregada d'estudiar tot el relatiu al lèxic anatómico[3]
- El 1933, a Anglaterra, es va dur a terme una revisió de la nomenclatura, la qual va rebre el nom de Revisió de Birmingham (BR)[3]
- El 1935, a Jena (Alemanya), es va celebrar un Congrés Mundial extraordinari, amb l'assistència d'aproximadament 300 anatomistes del món, amb trenta-tres representants, on es va introduir algunes modificacions a la terminologia existent, denominant-se a aquesta revisió, Iena Nomina Anatomica (INA). En aquesta nova terminologia s'eliminaven els noms propis i, tot i que es recomanava el seu ús i de fet era utilitzada en la major part de les universitats, existien però alguns membres que s'oposaven al seu ús, com els de França.[3]
- El 1950, a Oxford (Anglaterra), es va celebrar el Cinquè Congrés, en el qual es va crear el Comitè de la Nomenclatura Anatòmica Internacional (IANC), per treballar en la terminologia anatòmica regularitzada, escollint com a responsables als professors T. B. Johnston i G. A. G. Mitchell.[3]
- El 1955, a París (França), es va dur a terme el Sisè Congrés Mundial d'Anatomia. En aquest congrés es va arribar a un acord d'adoptar una nomenclatura llatina basada en la Basilea Nomina Anatomica (BNA) i es va acordar la formació d'un comitè de nomenclatura internacional, el Paris Nomina Anatomica (PNA). Els acords foren els següents[3]

1. Llevat d'excepcions, cada estructura anatòmica haurà de ser denominada amb un sol nom.
2. L'idioma universal és el llatí, traduït a l'idioma natiu (del país on s'estudiï).
3. Els termes seran sobretot mnemotècnic, però és preferible que tinguin un valor descriptiu o informatiu.
4. No han de ser utilitzats els epònims.

- El 1960, a Nova York, es va celebrar el Setè Congrés Mundial d'Anatomia, i en ell es van formar subcomissions per a l'elaboració de nomenclatures en Histologia i Embriologia[3]
- El 1965, a Wiesbaden (Alemanya), es van efectuar les darreres modificacions a la terminologia, que va rebre el nom de la Nomina Anatomica, i es determinà de forma unànime els següents acords:[3]

1. L'idioma anatòmic és el llatí amb traducció a l'idioma natiu.
2. Supressió de epònims i noms propis.
3. Utilització de plànols i eixos anatòmics.

- El 1970, a Leningrad (avui Sant Petersburg, Rússia), es va celebrar el Novè Congrés Mundial d'Anatomia, i es van presentar tres nòmines: de l'Anatomia Macroscòpica, de la histològica o Microscòpica i la del Desenvolupament o embriològica, per a la seva utilització en totes les escoles de Ciències de la Salut en el món[3]
- El 1975, a Tòquio (Japó), es va celebrar el Desè Congrés Mundial, i es van efectuar esmenes a les nòmines, amb les següents conclusions[3]

1. El llatí és l'idioma universal de l'estudi de les ciències morfològiques (traduït a l'idioma vigent on s'estudiï).
2. Cada estructura ha de tenir un sol nom.
3. Es descarten definitivament els epònims i noms propis.
4. Els noms són simples, breus i amb valor informatiu i descriptiu.

- El 1980, a Mèxic, es porta a terme el Onzè Congrés Mundial d'Anatomia, i en ell es va discutir i es va acceptar definitivament la nòmina anteriorment citada[3]
- El 1985, a Londres, es va efectuar el Dotzè Congrés Mundial. Es van implementar algunes característiques a la nòmina i es van recomanar textos d'ensenyament en les tres matèries (Anatomia, Histologia i Embriologia), les quals haurien de basar-se en la Nomina Anatomica.[3]
- El 1989, a Rio de Janeiro, es va celebrar el Tretzè Congrés Mundial. La Federació Internacional d'Associacions d'Anatomia (IFAA) va crear un nou comitè, el Comitè Federal sobre la Terminologia Anatòmica (FCAT). En resposta a la insatisfacció internacional amb el treball del Comitè Internacional de Nomenclatura Anatòmica, el comitè federal estaria compost per 20 membres de 16 països i dels 5 continents. La terminologia anatòmica internacional estava redactada en llatí i havia de ser usada com a base per generar els llistats en altres idiomes. Els principis bàsics d'aquesta terminologia eren:[3]

1. Els noms de les estructures han de tenir un valor informatiu.
2. Se suprimeix els epònims pel fet que els noms propis varien entre països.
3. Se suprimeix els homònims per evitar confusions.
4. Les estructures en les mateixes regions anatòmiques han de tenir noms harmonitzats.

- El setembre de 1997, a Pequín (Xina), es va celebrar el Catorzè Congrés Internacional de Nomenclatura. S'hi van aprovar la sisena edició de la Terminologia Anatomica i la tercera de la Nòmina histològica i embriològica.[3]
- De l'11 al 16 de setembre de 1998, es va celebrar a Roma (Itàlia) el Quinzè Congrés de la Federació Internacional d'Associacions d'Anatomistes[3]
- Del 24 al 29 d'abril de 2006, es va celebrar a les instal·lacions de la Facultat de Medicina de Costa Rica la 29a Reunió del Comitè Internacional de Terminologia Anatòmica (FICAT), amb la participació de vuit experts del món en el camp de la terminologia anatòmica[3]

## Categories d'estructures anatòmiques actuals en la TA
La TA divideix les estructures anatòmiques en les següents categories principals (l'estàndard en llatí, entre parèntesis):
A01.0.00.000: Anatomia general (anatomia generalis)
A01.1.00.001: Parts del cos humà
A01.2.00.000: Plànols, línies i regions
A02.0.00.000: Ossos: sistema esquelètic (ossa)
A03.0.00.000: Articulacions: sistema articular (juncturae)
A04.0.00.000: Músculs: sistema muscular (musculi)
A05.0.00.000: Sistema digestiu (systema digestorium)
A06.0.00.000: Sistema respiratori (systema respiratorium)
A08.0.00.000: Sistema urinari (systema urinarium)
A09.0.00.000: Sistemes genitals (systemata genitalia)
A09.0.00.001: Sistema genital femení
A09.0.00.002: Sistema genital masculí
A10.0.00.000: Cavitat abdominal i de la pelvis (cavitas abdomen et pelvis)
A11.0.00.000: Glàndules endocrines (glandulae endocrinae)
A12.0.00.000: Sistema cardiovascular (systema cardiovasculare)
A12.1.00.001: Cor
A12.2.00.001: Artèries
A12.3.00.001: Venes
A13.0.00.000: Sistema limfàtic (systema lymphoideum)
A14.0.00.000: Sistema nerviós (systema nervosum)
A14.1.00.001: Sistema nerviós central
A14.2.00.001: Sistema nerviós perifèric
A14.3.00.001: Divisió autònoma. Porció autonòmica del sistema nerviós perifèric
A15.0.00.000: Òrgans dels sentits (organa sensuum)
A16.0.00.001: integument comú (integumentum commune)